# アブドラ・シャヒード
もしかして
- アブドッラ・シャーヒド

ではありませんか？